# Hoeksmeersterpolder

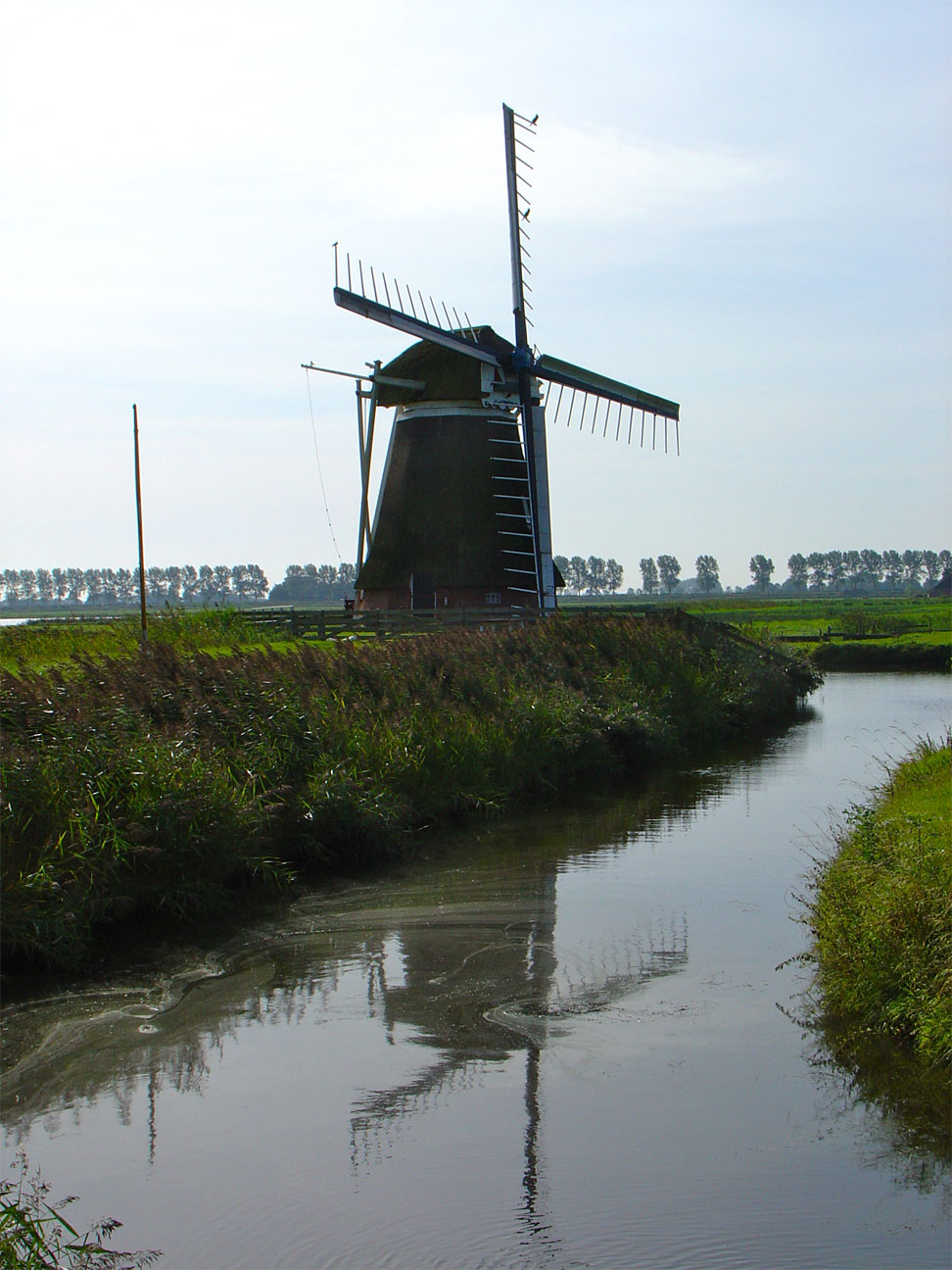
De poldermolen Meervogel in Hoeksmeer

De Hoeksmeersterpolder is een voormalig waterschap in de provincie Groningen.
Door de aanleg van het Eemskanaal werd deze polder in tweeën geknipt. Het noordelijke deel werd in 1868 omgevormd tot de Noorder Hoeksmeersterpolder.
Het deel ten zuiden van het kanaal werd onderdeel van het waterschap Overschild. 
Waterstaatkundig gezien ligt het gebied sinds 2000 binnen die van de waterschappen Hunze en Aa's en Noorderzijlvest.